# Каменный Брод (Ульяновская область)
Каменный Брод — поселок Сенгилеевского района в составе Елаурского сельского поселения. 

## География
Находится на расстоянии примерно 24 километра по прямой на юго-запад от районного центра города Сенгилей.

## Население
Население составляло 32 человека в 2002 году (русские 100%), 28 по переписи 2010 года.